# Cratere Camiling
Camiling  è un cratere sulla superficie di Marte.